# Richard George Goodchild
Pour les articles homonymes, voir Goodchild.
Ne doit pas être confondu avec George Goodchild.
Richard George Goodchild (Exeter, 18 juillet 1918-Londres, 18 février 1968) est un archéologue britannique.

## Biographie
Secrétaire de l'Archaeological Society, il suit en parallèle des études à Oxford et publie des articles sur les sites romains de l'Angleterre méridionale.
Il participe à la Seconde Guerre mondiale puis est nommé en 1946 Antiquities Officer de la British Military Administration en Cyrénaïque et en Tripolitaine. Il y mène jusqu'en 1948 de nombreuses fouilles en compagnie de John Brian Ward-Perkins.
Nommé bibliothécaire à la British School at Rome, il retourne en Libye en 1953 où il recense les inscriptions latines, en particulier de Beida, Cyrène, Tocra, Ptolémaïs et Apollonia.
En 1960, à Dar es Salam, il établit les bases du British Institute of History and Archaeology d'Afrique de l'Est. Il revient fouiller à Tocra puis est nommé à la chaire d'archéologie des provinces romaines en Afrique septentrionale à l'Université de Londres.

## Travaux
- Roman Milestones in Cyrenaica, 1950
- Roman Sistes on the Tarhuna Plateau of Tripolitania, 1951
- The Roman and Byzantine Defences of Lepcis Magna, avec Ward-Perkins, 1953
- The Romano-Celtic Temple at Woodeaton, 1954
- Cyrene and Apollonia, 1963